# Endless
«Endless» es una canción grabada por la cantante rumana Inna para su segundo álbum de estudio, I Am the Club Rocker (2011). La canción fue lanzada el 10 de enero de 2012 por Ultra Records, como el cuarto sencillo del disco. Fue escrito y producido por los miembros de Play & Win: Sebastian Barac, Radu Bolfea y Marcel Botezan. «Endless» es una balada de club mid-tempo influenciada por el flamenco, con una guitarra española en su instrumentación.
La pista ha recibido reseñas positivas por parte de los críticos de música, quienes la seleccionaron como el punto destacado de I Am the Club Rocker. En los Balkan Music Awards del 2011, la canción ganó en la categoría «Mejor Canción en los Balkanes de Rumania». Para promover el sencillo, un video musical fue filmado por Alex Herron y subido al canal oficial de Inna en YouTube el 24 de noviembre de 2011, recibiendo reseñas favorables. El videoclip está inspirado en el Día Internacional de la Eliminación de la Violencia contra la Mujer, que se celebra el 25 de noviembre. La cantante también había lanzado una fundación contra la violencia doméstica simultáneamente con el lanzamiento del video. Ella además promovió la canción a través de varias presentaciones en vivo. Comercialmente, «Endless» alcanzó el top 10 en Rumania y Eslovaquia.

## Composición y lanzamiento
«Endless» fue escrita y producida por los miembros del trío rumano Play & Win: Sebastian Barac, Radu Bolfea y Marcel Botezan. Aunque fue elegido como el cuarto sencillo de su segundo álbum de estudio, I Am the Club Rocker, no fue lanzado independientemente, sino que fue acompañado por un EP con 24 remezclas, disponible para descarga digital el 10 de enero de 2012 por Ultra Records.
«Endless» es una balada de club mid-tempo influenciada por el flamenco, con una guitarra española en su instrumentación. Jon O'Brien de AllMusic etiquetó la pista — junto con su sencillo anterior «Un momento» (2011) — como «un flamenco veraneante», y escribió que «proporciona las vibraciones mediterráneas necesarias». Kevin Apaza de Direct Lyrics declaró: «"Endless" no es la melodía típica de Inna para la fiesta, sino que es una en la que muestra su lado más vulnerable, en una suave producción de sintetizadores que crea un producto realmente agradable con una atmósfera sin preocupaciones».

## Recepción y reconocimientos
Tras su lanzamiento, «Endless» ha recibido reseñas generalmente positivas por parte de los críticos de música. El editor de la revista alemana Laut, Kai Butterweck, seleccionó a «Endless» como la «pista destacada» de I Am the Club Rocker, llamándola «ligeramente esférica». De manera similar, un editor de la estación de radio alemana BB Radio escribió: «[...] uno de los títulos más extraordinarios del álbum. Muy esférico: es particularmente notable que incluso la guitarra acústica de fondo suena como si fuera de otro mundo». A pesar de favorecerla, Apaza de Direct Lyrics no creía que la canción tendría éxito comercial en los mercados europeos. Tanto Apaza como Jonathan Hamard, del sitio web Pure Charts, lo llamaron «un lanzamiento único bueno e inteligente para el período otoño-invierno». Un editor de Musique Radio vio a «Endless» como un «éxito futuro y eficiente» que se asemeja a su material del pasado, mientras que Pro FM incluyó la pista en su lista de «16 éxitos con los que Inna ha hecho historia». «Endless» ganó en la categoría «Mejor Canción en los Balkanes de Rumania» en los Balkan Music Awards del 2011, con Inna recibiendo además una nominación en la categoría «Mejor Artista Femenina en los Balkanes».
«Endless» ingresó en varias listas de éxitos europeas. En la lista Tophit de Rusia, la canción debutó en el puesto número 255 el 12 de noviembre, alcanzando su máxima posición en el número 181 el 26 de noviembre de 2011. En el Top 100 de Rumania, la pista alcanzó el número cinco en la semana del 12 de febrero de 2012, convirtiéndose en el sexto sencillo top 10 de Inna en su país, así como también en su primero en un año. «Endless» también alcanzó el número nueve en Eslovaquia y el número 51 en República Checa, mientras que además alcanzó las posiciones 22 y 42 en las listas Dance y Ultratip de Valonia, respectivamente.

## Vídeo musical
Un video musical de acompañamiento para «Endless» fue filmado por Alex Herron, con quien Inna ya había colaborado previamente en los videos de «Sun Is Up» (2010), «Club Rocker» (2011) y «Un Momento» (2011). Fue subido a su canal oficial en YouTube el 24 de noviembre de 2011 como una contribución para el Día Internacional de la Eliminación de la Violencia contra la Mujer el 25 de noviembre. Su fundación Bring the Sun in My Life—en español: Trae el sol a mi vida—también fue lanzada, lo que permitió a las mujeres víctimas de violencia doméstica ser aconsejadas por los socios de la campaña en Europa para encontrar soluciones a sus situaciones para poder vivir sin sufrimiento físico ni traumas psicológicos.
El video presenta a Inna siendo maltratada verbalmente por su interés amoroso, quien discute agresivamente en el fondo mientras ella mira a la cámara. Otras escenas la muestran en la cama con su pareja, cantando frente a un amanecer y realizando movimientos sutiles; esta última fue utilizada para crear la portada del sencillo. Hacia el final del videoclip — después de lo que parece ser una escena de abuso físico — Inna rechaza el intento del hombre por reconciliarse, lo que hace que ella se quite su abrigo.
El video musical ha recibido reseñas favorables. Hamard de Pure Charts lo llamó «llamativo», concluyendo que resalta la imagen de Inna. De manera similar, un editor de Musique Radio dijo que el video utilizó la imagen de la cantante «ventajosamente». Apaza de Direct Lyrics lo vio como un video simple con «muchas poses sensuales» y tomas en primer plano. Un crítico de UTV etiquetó el videoclip como «interesante», diciendo además que probablemente fue inspirado en el video musical «Man Down» (2011) de la cantante barbadense Rihanna.

## Presentaciones en vivo
Como parte de su serie «Wow Session» en YouTube, Inna interpretó la canción en un escenario similar al de su video musical «Wow» (2012) el 27 de marzo de 2012. Ella también presentó «Endless» en el World Trade Center Ciudad de México en septiembre de 2012 junto con el resto del material de I Am the Club Rocker. En 2016, la cantante interpretó una versión acústica de la canción en el mismo lugar y además cantó la pista en el festival Alba Fest presentado en Alba Iulia, Rumania. En ambas ocasiones, la artista también cantó un cover de la canción de Justin Bieber «Love Yourself» (2015).

## Formatos
| - EP de remezclas 1. «Endless» (Radio Edit) – 3:14 2. «Endless» (Pulphouse Remix) – 4:50 3. «Endless» (Audiodish Remix) – 5:54 4. «Endless» (Diakar Remixxx) – 4:00 5. «Endless» (DJ Turtle & Beenie Becker Remix) – 4:33 6. «Endless» (Pat Farell Remix) – 5:31 7. «Endless» (Phonk d'Or Mix) – 4:26 8. «Endless» (Pulserockers Remix) – 5:04 9. «Endless» (Slickers ReMix) – 4:06 10. «Endless» (Speak One Reworked Radio Edit) – 3:28 11. «Endless» (Speak One Reworked Extended Club Mix) – 5:30 12. «Endless» (Speak One Reworked Radio Edit – Instrumental) – 3:26 | 13. «Endless» (The Thin Red Club Mix) – 5:30 14. «Endless» (Yvan Kay Radio Edit Next Gen Remix) – 3:56 15. «Endless» (Yvan Kay Extended Next Gen Remix) – 4:56 16. «Endless» (Yvan Kay Factory Rmx) – 4:54 17. «Endless» (Yvan Kay The Rock Rules Remix) – 3:37 18. «Endless» (Zampa Remix) – 6:31 19. «Endless» (Zampa Tools Mix) – 6:05 20. «Endless» (Timmy Rise & Barrington Lawrence Remix) – 5:59 21. «Endless» (Ramy BlaZin Remix) – 6:44 22. «Endless» (Adi Sina Remix) – 5:41 23. «Endless» (LuKone Remix Radio Cut) – 3:36 24. «Endless» (LuKone Remix Extended) – 6:15 |

## Posicionamiento en listas
| Bélgica         | Ultratip Wallonia       | 22  |
| Bélgica         | Ultratop Wallonia Dance | 42  |
| Eslovaquia      | Rádio Top 100           | 9   |
| República Checa | Rádio Top 100           | 51  |
| Rumania         | Romanian Top 100        | 5   |
| Rusia           | Tophit                  | 181 |